# Andrzej Szujski

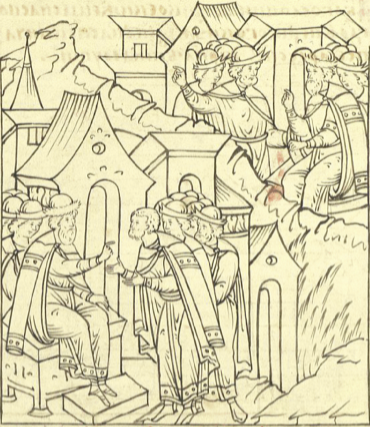
Książę Jurij Iwanowicz powołuje na służbę Andrzeja Szujskiego po śmierci Wasyla III

Andrzej Michajłowicz Szujski (ros. Андре́й Миха́йлович Шу́йский; ur. ?, zm. 29 grudnia 1543) – jeden z największych przedstawicieli rodu Szujskich, przeciwnik ostatniej woli wielkoksiażęcej Wasyla III (1505–1533). 
Po śmierci ostatniego z wykonawców testamentu Wasyla III, stanął na czele stronnictwa Szujskich, tracąc wkrótce poparcie bojarów niechętnych panowania Szujskich.
Iwan IV Groźny będąc dzieckiem opisywał go jako „nieokiełznanego w złości i gniewie”. Był obecny przy pewnym zdarzeniu, gdy Andrzej Szujski i jego stronnicy rzucili się na bojara F. S. Woroncowa, zaczęli go policzkować, porwali mu ubranie, „wynieśli z izby i chcieli zabić”, „bojarów szturchali po grzbietach”. Po pół roku któryś z pochlebców nakłonił wielkiego księcia, by kazał stracić Andrzeja Szujskiego.
29 grudnia 1543 roku późniejszy car Iwan IV Groźny nakazał aresztować okrutnika Andrzeja Szujskiego za „krzywdy mu (Iwanowi) w dzieciństwie wyrządzone”. Wykonawcy woli wielkoksiążęcej dobrze wyczuli intencje rozkazodawcy, gdyż Szujskiego zabili koło pałacu przy Kuriatnej Bramie i nie ponieśli za to żadnej kary. Nagi, przeleżał w bramie przez dwie godziny. „Od tego czasu zaczęli bojarzy odczuwać przed władcą strach i uległość”.